# Copa do Mundo CONIFA de 2024
A Copa do Mundo CONIFA de 2024 seria a quarta edição da Copa do Mundo CONIFA, um torneio internacional de futebol para os estados, minorias, povos sem estado e regiões não afiliados à FIFA organizado pela CONIFA. O torneio é realizado entre os dias 25 de junho e terminará em 6 de julho. No dia 9 de maio de 2023, O Curdistão foi anunciado como anfitrião do torneio.
Em 30 de abril de 2024, a CONIFA anunciou que o torneio seria adiado para o verão de 2025, depois que preocupações de segurança impediram que um grande número de equipes viajassem para a região. Em 18 de Dezembro de 2024, a CONIFA anunciou o cancelamento do torneio, visto que era impossível sediar a copa no Curdistão, e o único candidato, São Paulo, não pode ser escolhido.

## Escolha da sede
Em abril de 2023, após uma visita a região um mês antes, o Curdistão foi anunciado como sede da Copa do Mundo CONIFA de 2024. Esta será a primeira edição do torneio desde 2018, já que a Copa do Mundo CONIFA de 2020, que seria realizada em Escópia, na Macedônia do Norte, foi cancelada devido a Pandemia de COVID-19.

## Sedes
| Curdistão iraquiano | Curdistão iraquiano   | Curdistão iraquiano  |
| Duhok               | Erbil                 | Suleimânia           |
| ------------------- | --------------------- | -------------------- |
| Duhok Stadium       | Franso Hariri Stadium | Sulaymaniyah Stadium |
|                     |                       |                      |
| Capacidade: 22,800  | Capacidade: 25,000    | Capacidade: 15,000   |

## Qualificação
A CONIFA atribuiu um número de vagas para cada continente com base no percentual de membros filiados em cada continente, com cada um destes tendo garantida pelo menos uma vaga no torneio. Além disso, foi garantidas vagas para a seleção anfitriã, a atual campeã do torneio e mais uma de Wild Card. Em suas redes sociais, a Seleção do Havaí anunciou que, embora tenha recebido uma vaga automática para o torneio, já que era a única filiada na Oceania, estava desistindo de participar da competição, transferindo sua a vaga continental da Oceania para a Asia. Apesar disso, esta transferência não foi confirmada formalmente pela CONIFA.
| Continente       | Membros ativos | Porcentagem | Vagas propostas | Vagas finais |
| ---------------- | -------------- | ----------- | --------------- | ------------ |
| África           | 3              | 10%         | 1               | 1            |
| América do Norte | 2              | 7%          | 1               | 1            |
| América do Sul   | 3              | 13%         | 2               | 1            |
| Ásia             | 5              | 17%         | 2               | 5            |
| Europa           | 15             | 50%         | 6               | 7            |
| Oceania          | 1              | 3%          | 1               | 0            |

### Equipes qualificadas
| Equipe           | Continente       | Método de classificação                | Data de classificação   | Aparições | Aparições anteriores | Melhor desempenho anterior        |
| ---------------- | ---------------- | -------------------------------------- | ----------------------- | --------- | -------------------- | --------------------------------- |
| Transcarpátia    | Europa           | Campeã da Copa do Mundo CONIFA de 2018 | 9 de junho de 2018      | 1         | 2018                 | Campeã (2018)                     |
| Curdistão        | Ásia             | Anfitrião                              | 9 de maio de 2023       | 2         | 2014 e 2016          | Quartas de Final (2014 e 2016)    |
| Récia            | Europa           | Vencedor do Grupo B                    | 17 de junho de 2023     | 1         | 2016                 | Fase de Grupos - 11º lugar (2016) |
| País Sículo      | Europa           | Vencedor do Grupo C                    | 2 de julho de 2023      | 2         | 2016 e 2018          | Quarto lugar (2018)               |
| Cornualha        | Europa           | Vencedor do Grupo A                    | 16 de julho de 2023     | -         | Estreante            | N/A                               |
| Tamil Eelam      | Ásia             | Campeão da Asia Football Cup           | 8 de agosto de 2023     | 2         | 2016 e 2018          | Fase de Grupos - 11º lugar (2014) |
| Tibete           | Ásia             | 3º lugar na Asia Football Cup          | 8 de agosto de 2023     | 1         | 2018                 | Fase de Grupos - 12º lugar (2018) |
| ANBM             | América do Norte | Selecionada                            | 16 de agosto de 2023    | -         | Estreante            | N/A                               |
| Cabília          | África           | Selecionada                            | 14 de setembro de 2023  | 1         | 2018                 | Fase de Grupos - 10º lugar (2018) |
| Abecásia         | Europa           | Selecionada                            | 14 de setembro de 2023  | 3         | 2014, 2016 e 2018    | Campeã (2016)                     |
| Caxemira         | Ásia             | Selecionada                            | 7 de novembro de 2023   | -         | Estreante            | N/A                               |
| Panjabe          | Ásia             | Selecionada                            | 7 de novembro de 2023   | 2         | 2016 e 2018          | Vice-campeã (2016)                |
| Ossétia do Sul   | Europa           | Selecionada                            | 7 de novembro de 2023   | 1         | 2014                 | Quarto lugar (2014)               |
| Cantão de Ticino | Europa           | Selecionada                            | 21 de fevereiro de 2024 | -         | Estreante            | N/A                               |
| São Paulo FAD    | América do Sul   | Selecionada                            | 28 de fevereiro de 2024 | -         | Estreante            | N/A                               |
| Maule Sur        | América do Sul   | Selecionada                            | 20 de março de 2024     | -         | Estreante            | N/A                               |

## Tabela

### Fase de grupos
| Legenda | Legenda                      |
| ------- | ---------------------------- |
|         | Equipes classificadas        |
|         | Equipes na fase de colocação |

#### Grupo A
| Equipe      | Pts. | J | V | E | D | GM | GS | SG |
| ----------- | ---- | - | - | - | - | -- | -- | -- |
| Caxemira    | 0    | 0 | 0 | 0 | 0 | 0  | 0  | 0  |
| Cornualha   | 0    | 0 | 0 | 0 | 0 | 0  | 0  | 0  |
| Curdistão   | 0    | 0 | 0 | 0 | 0 | 0  | 0  | 0  |
| Tamil Eelam | 0    | 0 | 0 | 0 | 0 | 0  | 0  | 0  |

#### Grupo B
| Equipe           | Pts. | J | V | E | D | GM | GS | SG |
| ---------------- | ---- | - | - | - | - | -- | -- | -- |
| Cantão de Ticino | 0    | 0 | 0 | 0 | 0 | 0  | 0  | 0  |
| Ossétia do Sul   | 0    | 0 | 0 | 0 | 0 | 0  | 0  | 0  |
| Panjabe          | 0    | 0 | 0 | 0 | 0 | 0  | 0  | 0  |
| Récia            | 0    | 0 | 0 | 0 | 0 | 0  | 0  | 0  |

#### Grupo C
| Equipe        | Pts. | J | V | E | D | GM | GS | SG |
| ------------- | ---- | - | - | - | - | -- | -- | -- |
| Cabília       | 0    | 0 | 0 | 0 | 0 | 0  | 0  | 0  |
| São Paulo FAD | 0    | 0 | 0 | 0 | 0 | 0  | 0  | 0  |
| Tibete        | 0    | 0 | 0 | 0 | 0 | 0  | 0  | 0  |
| Transcarpátia | 0    | 0 | 0 | 0 | 0 | 0  | 0  | 0  |

#### Grupo D
| Equipe      | Pts. | J | V | E | D | GM | GS | SG |
| ----------- | ---- | - | - | - | - | -- | -- | -- |
| Abecásia    | 0    | 0 | 0 | 0 | 0 | 0  | 0  | 0  |
| ANBM        | 0    | 0 | 0 | 0 | 0 | 0  | 0  | 0  |
| País Sículo | 0    | 0 | 0 | 0 | 0 | 0  | 0  | 0  |
| Maule Sur   | 0    | 0 | 0 | 0 | 0 | 0  | 0  | 0  |